# Sega 32X

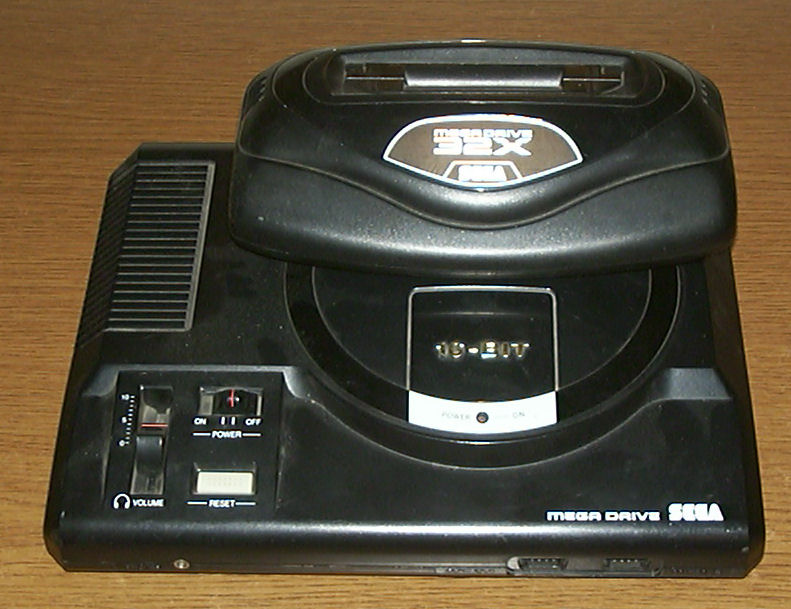
Sega Mega Drive 32X

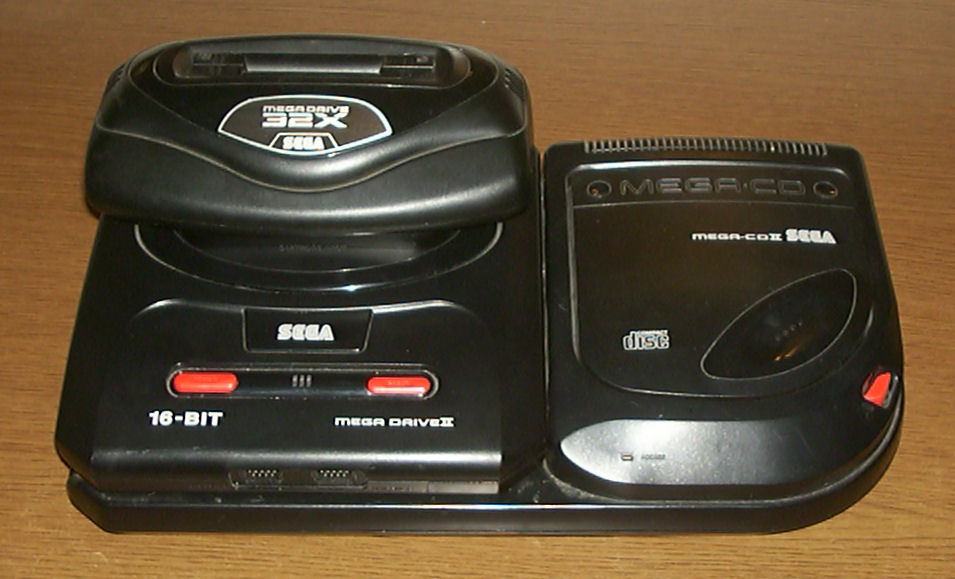
Sega Mega-CD 32X

Das 32X (jap. スーパー32X Sūpā 32X) von Sega ist eine 1994 erstmals präsentierte Hardwareerweiterung für die Videospielkonsole Sega Mega Drive, die aus dem eigentlich 16-Bit- ein 32-Bit-Gerät machen sollte. Da die Entwicklung einer Hau-Ruck-Aktion glich, bei der in das Marketing nur wenig investiert wurde und die (technisch überlegenen) „Next-Generation“-Konsolen PlayStation von Sony sowie der Saturn aus dem eigenen Haus Ende 1994 bereits in den Startlöchern standen und in Japan schon parallel verkauft wurden, wurde das 32X zu einem der größten Misserfolge Segas. Für einige Videospielfreunde ist das 32X dadurch schon wieder zum Sammlerstück geworden, insbesondere da für die Konsole nur wenige Spiele veröffentlicht wurden.

## Namen und Veröffentlichungstermine
Die Entwicklung des 32X (Codename Mars) erfolgte in den USA seit Anfang 1994, dort wurde das Gerät ab November 1994 als Genesis 32X verkauft. Damit folgte man dem US-Namen des Mega Drives, Genesis. In den USA betrugen bereits die Vorbestellungen 1 Million Stück, man hatte für diesen Markt aber nur 500.000 Stück produziert. In Japan kam die Konsole bereits im Dezember des gleichen Jahres noch pünktlich zum Weihnachtsgeschäft als Super 32X auf den Markt. Erst ab Januar 1995 erfolgte der Verkauf in Europa und Australien als Mega Drive 32X, somit wurde wie in den USA das Grundgerät hervorgehoben. Der ursprüngliche Verkaufspreis in Deutschland betrug 399 DM, in heutiger Kaufkraft 342 €
Bedingt durch die verschiedenen Namen und den Fakt, dass sowohl die Kombination aus Mega Drive und 32X als auch das 32X selbst als „Mega Drive 32X“ bezeichnet wurden, wird heutzutage häufig nur noch die Bezeichnung „Sega 32X“ bzw. „32X“ für die Erweiterungskonsole verwendet.

## Funktionsweise
Das 32X wird in den Modulschacht des Mega Drives gesteckt, dessen Audio-/Videoanschluss wird mittels eines Kabels extern an das 32X herangeführt. Die Ausgabe an das Fernsehgerät erfolgt vom 32X aus. Damit wird die ursprüngliche Farbzahl von 64 (gleichzeitig) auf 512 aus 32.768 Farben erhöht, dabei sind je nach Modus 256 (1 Byte, Farbpalette) bzw. 32.768 (2 Byte, direkt adressiert) Farben gleichzeitig darstellbar. Des Weiteren kommen zwei Soundkanäle hinzu. Als Speichermedium fungieren Module, die in allen drei Versionen die gleiche Form haben und sich nur durch eine Regionsabfrage abspielen (oder blockieren) lassen. Vorhandene Mega-Drive-Module lassen sich (bis auf die 16-Bit-Version von Virtua Racing, welches einen SVP-Chip enthält) problemlos auch mit einem aufgesteckten 32X abspielen, die Daten werden über den Modulbus zum Mega Drive durchgeschleift. In Kombination mit einem Sega Mega-CD  bzw. Sega CD  waren auch Spiele auf CD (Mega-CD 32X) möglich. Wie bereits beim Mega-CD wird zum Betrieb des 32X am Mega Drive ein weiteres, eigenes Netzteil benötigt.
Nachdem man bei Sega of America erkannt hatte, dass die Marktchancen für das 32X besser waren, wenn man nicht nur eine Aufsatzkonsole, sondern auch ein komplettes Gerät anbieten konnte, wurde 1995 ein Mega Drive mit integriertem 32X unter dem Namen Neptune für 200 US-$ angekündigt. Das Gerät kam jedoch nie über einen Prototypenstatus hinaus.

## Prozessoren
Als Hauptprozessoren dienen zwei SH-2-Prozessoren mit 23 MHz. Der mit 7,61 MHz getaktete MC-68000-Prozessor des Mega Drives dient als Koprozessor zum Booten, für die Abfrage der Controller und auch weiterhin um vorhandenen 68k-Code auszuführen. Des Weiteren kann auch der mit 3,58 MHz getaktete Z80 weiterhin als Soundprozessor verwendet werden. Bei einigen Konvertierungen vom Mega Drive zum 32X übernehmen diese beiden Prozessoren weiterhin die Hauptarbeit, es erfolgte teilweise nur eine leichte optische Aufbesserung.

## Veröffentlichte Spiele
Auf CD-ROM erschienene Spiele können nur in Verbindung mit dem Sega Mega-CD verwendet werden.
- 36 Great Holes Starring Fred Couples
- After Burner
- BC Racers
- Blackthorne
- Brutal Unleashed: Above the Claw
- Corpse Killer (CD)
- Cosmic Carnage
- Darxide
- Doom
- FIFA Soccer 96
- Fahrenheit (CD)
- Knuckles’ Chaotix
- Kolibri
- Metal Head
- Mortal Kombat II
- Motocross Championship
- NBA Jam Tournament Edition
- NFL Quarterback Club
- Night Trap (CD)
- Pitfall: The Mayan Adventure
- Primal Rage
- RBI Baseball ’95
- Shadow Squadron
- Slam City (CD)
- Space Harrier
- Spider-Man: Web of Fire
- Star Trek: Starfleet Academy
- Star Wars Arcade
- Supreme Warrior (CD)
- T-Mek
- Tempo
- Toughman Contest
- Virtua Fighter
- Virtua Racing Deluxe
- World Series Baseball
- WWF RAW
- WWF WrestleMania: The Arcade Game
- Zaxxon’s MotherBase 2000